# لانچیا مگاگاما
لانچیا مگاگاما (Lancia Megagamma) خودرویی است که در سال‌های ۱۹۷۸ توسط شرکت لانچیا تولید شده‌است. طراحی آن خودروهای موتور جلو-محور جلو بوده طول آن در حالت طبیعی ۴٬۳۱۰ میلیمتر (۱۶۹٫۷ اینچ) و عرض آن در حالت طبیعی ۱٬۷۸۰ میلیمتر (۷۰٫۱ اینچ) است.
موتور آن ۲۴۸۴ سی‌سی است.